# 依田優一
依田 優一（よだ ゆういち、1949年 - ）は、日本の元アマチュア野球選手（外野手）。

## 経歴
堀越高校では、右翼手、四番打者として1967年夏の甲子園都予選準決勝に進み、日大三高の古賀正明、柴田民男らを打ち崩し9-0でコールド勝ち。後に古賀は大学同期となる。決勝でも帝京商工に大勝し、夏の選手権に初出場。しかし1回戦で、この大会に優勝した習志野高の石井好博、醍醐恒男のバッテリーに抑えられ敗退する。同年のドラフト会議で巨人から11位指名を受けたが、入団を拒否。
卒業後は法政大学に進学。東京六大学野球リーグでは1年下の長崎慶一らと中心打者として活躍。同期の横山晴久、1年下の池田信夫両投手を擁し、1969年秋季リーグから4季連続優勝を飾る。1970年の全日本大学野球選手権大会準決勝でエース山口高志を擁する関大と対戦、延長20回の末に2-3xでサヨナラ負け。1971年の全日本大学野球選手権大会は決勝で亜大の山本和行に抑えられ、準優勝にとどまる。リーグ戦通算77試合出場、273打数89安打、打率.326、1本塁打、36打点。ベストナイン（外野手）に4回選出された。卒業時はプロ入りを希望していたがドラフト指名はなかった。他の大学同期に捕手の中村裕二、三塁手の藤村正美らがいる。
大学卒業後は大昭和製紙に入社。1973年から都市対抗に5年連続出場。1975年の都市対抗では準々決勝に進出するが、電電関東の丹利男に完封を喫する。1977年限りで現役引退。